# 拉本施泰因费尔德
拉本施泰因费尔德（德語：Raben Steinfeld）是德国梅克伦堡-前波美拉尼亚州的一个市镇。总面积9.60平方公里，总人口1080人，其中男性529人，女性551人（2011年12月31日），人口密度113人/平方公里。